# Plataforma colaborativa
Una plataforma de trabajo colaborativo es un espacio virtual de trabajo, o sea, una herramienta informática (con frecuencia un sitio digital en Internet), que centraliza todas las funcionalidades ligadas a la conducción de un proyecto, la gestión de conocimientos y/o el funcionamiento de una organización, poniendo las mismas a disposición de los diferentes actores involucrados.
El objetivo del trabajo colaborativo es facilitar y optimizar la comunicación entre las personas, en el marco de un trabajo o de un proyecto específico, o eventualmente en lo concerniente a objetivos más difusos y generales, por ejemplo, socialización de ciertos grupos a la vez que se impulsan cultura y creatividad, etc; en este último caso generalmente también se contemplan evaluaciones de impacto.